# الحرب التشادية النيجيرية
كانت الحرب التشادية النيجيرية حربًا قصيرة وغامضة وقعت للسيطرة على الجزر في بحيرة تشاد. بدأت الحرب عندما قامت قوة بقيادة رئيس أركان الجيش التشادي إدريس ديبي بغزو أجزاء من ولاية بورنو بنيجيريا، وانتهت بقوة نيجيرية بقيادة محمد بخاري لطرد التشاديين وغزو الأراضي التشادية لفترة وجيزة.

## الحرب
وقعت الحرب أثناء الصراع التشادي الليبي، وبعد فترة وجيزة من تعرض تشاد لحرب أهلية وجد فيها أفراد حفظ السلام النيجيريون أنفسهم عالقين في مرمى النيران. زاد من تعقيد العلاقات التشادية النيجيرية النزاعات الإقليمية حول بحيرة تشاد، التي كانت منذ فترة طويلة مصدرًا للتوترات.
في 18 أبريل 1983، غزت قوة تشادية واحتلت 19 جزيرة على بحيرة تشاد. وفي تصرف بشكل مستقل عن الحكومة النيجيرية، أغلق محمد بخاري، القائد العام للفرقة المدرعة الثالثة في جوس، من جانب واحد الحدود التشادية النيجيرية وحشد قواته. أمرت الحكومة النيجيرية، في عهد الرئيس شيخو شاجاري، بخاري بإعادة فتح الحدود، لكنه رفض علنًا، واختار طرد القوات التشادية دون إذن الحكومة. نجحت القوات النيجيرية في استعادة الجزر، ولاحقت التشاديين على بعد 50 كيلومترًا عبر الحدود.

## العواقب
كانت الحرب أحد الأسباب وراء الانقلاب النيجيري عام 1983. ولكونها أظهرت عجز الرئيس شاجاري تجاه ضباطه، فقد مكّنت بخاري من العمل علنًا ضد الأوامر، وسلطت الضوء على التوترات بين الجيش والحكومة المدنية. وفي 31 ديسمبر 1983، استولى محمد بخاري على السلطة في نيجيريا، منهيًا الجمهورية النيجيرية الثانية.